# Gentian Muça
Gentian Muça (ur. 13 maja 1987 w Tiranie) – albański piłkarz i trener piłkarski, w 2005 roku członek albańskiej reprezentacji U-19, w 2010 roku reprezentant Albanii. Był także kapitanem klubu KF Tirana.

## Życie prywatne
Jest osobą praktykującą islam.